# Agrotis albinasus
Agrotis albinasus är en fjärilsart som beskrevs av Walker 1856. Agrotis albinasus ingår i släktet Agrotis och familjen nattflyn. Inga underarter finns listade i Catalogue of Life.